# Piemont-Rundfahrt 2012
Die 98. Piemont-Rundfahrt (offiziell: Gran Piemonte) fand am 27. September 2012 in Italien statt. Das Eintagesrennen war Teil der UCI Europe Tour 2012 und innerhalb dieser in die Kategorie 1.HC eingestuft. Die Distanz des Radklassikers betrug 188 Kilometer. Wie in jedem Jahr wurde das Rennen zwei Tage vor der Lombardei-Rundfahrt ausgetragen und rutschte zusammen mit dieser im Jahr 2012 vom ursprünglichen Termin Mitte Oktober in den September zurück.

## Teilnehmer
Am Start standen elf ProTeams und sieben Professional Continental Teams. Bekannte teilnehmende Fahrer waren unter anderem Titelverteidiger Daniel Moreno und Luca Paolini vom Katusha Team, Franco Pellizotti (Androni Giocattoli-Venezuela), Fredrik Kessiakoff, Paolo Tiralongo (Astana Pro Team), Alessandro Ballan und Greg Van Avermaet (BMC Racing Team), Domenico Pozzovivo (Colnago-CSF Inox), Samuel Sanchez, Igor Antón (Euskaltel-Euskadi), Filippo Pozzato (Farnese Vini-Selle Italia), Ryder Hesjedal, Andrew Talansky (Garmin-Sharp), Elia Viviani (Liquigas-Cannondale), Giovanni Visconti (Movistar Team), Daniele Bennati, Chris Horner und Haimar Zubeldia (RadioShack-Nissan) sowie Sergio Henao, Richie Porte, Rigoberto Urán (Sky ProCycling). Johannes Fröhlinger und Simon Geschke (beide Argos-Shimano) vertraten die Farben Deutschlands am Start. Aus der Schweiz starteten Steve Morabito, Mathias Frank (beide BMC Racing Team) und Oliver Zaugg (RadioShack-Nissan), aus Österreich Thomas Rohregger (ebenfalls Radioshack). Viele der insgesamt 144 Teilnehmer nutzten das Rennen als Vorbereitung auf die zwei Tage später stattfindende Lombardei-Rundfahrt.
| ProTeams Katusha Team Astana Pro Team BMC Racing Team Euskaltel-Euskadi                       | Garmin-Sharp Lampre-ISD Liquigas-Cannondale Movistar | RadioShack-Nissan Sky ProCycling Team Saxo Bank-Tinkoff Bank |
| Professional Continental Teams Androni Giocattoli-Venezuela Team Argos-Shimano Acqua & Sapone | Colnago-CSF Inox Colombia-Coldeportes                | Farnese Vini-Selle Italia Utensilnord Named                  |

## Strecke und Rennverlauf
Der Start der Piemont-Rundfahrt 2012 erfolgte in Fossano. Nachdem die Fahrer die ersten, flachen 86 Kilometer in nördlicher Richtung zurückgelegt hatten, erreichten sie in Albugnano die erste Steigung (5,6 km). 33,8 Kilometer vor dem Ziel wurde der Zielort Biella zum ersten Mal passiert, es folgten dort noch zwei Schlussrunden mit dem Hügel von Favaro (6,2 km, bis zu elf Prozent Steigung) und einer technischen Abfahrt zurück in die Stadt.
Carlos Quintero (Colombia-Coldeportes), Matthew Lloyd (Lampre-ISD) sowie Oleg Berdos (Utensilnord Named) konnten sich als Ausreißer des Tages zwar bis zu sieben Minuten an Vorsprung erarbeiten, wurden aber noch vor der ersten Zielpassage eingeholt. Bei der ersten Auffahrt nach Favaro setzten sich Paolo Tiralongo (Astana Pro Team) und Amets Txurruka (Euskaltel-Euskadi) vom Feld ab, beide wurden in der folgenden Abfahrt aber wieder gestellt. Im Flachen bildete sich eine neue Spitzengruppe mit Gianluca Brambilla (Colnago-CSF Inox), Mattia Cattaneo (Lampre-ISD), Miguel Ángel Rubiano (Androni Giocattoli) und Vladimir Miholjević (Acqua e Sapone), die sich aber genau so wenig über den erneuten Anstieg retten konnte wie der Solist Alessandro Proni (Farnese Vini-Selle Italia). Die entscheidende Attacke setzten schließlich die beiden Sky-Kolumbianer Sergio Henao und Rigoberto Urán, denen am Ende nur noch Gorka Verdugo von Euskaltel folgen konnte. Henao fiel nach geleisteter Tempoarbeit in die erste Verfolgergruppe zurück. Zwei Kilometer vor dem Ziel griff aus dieser Luca Paolini (Katusha Team) an und schaffte fast den Anschluss nach ganz vorne, wo Uran 400 Meter vor der Ziellinie auf dem Kopfsteinpflaster antrat und als Solist siegte, während Paolini noch Zweiter wurde. Dahinter rollten nach und nach die Verfolger ins Ziel.

## Endstand
|     | Fahrer             | Nation    | Team              | Zeit         |
| --- | ------------------ | --------- | ----------------- | ------------ |
| 1.  | Rigoberto Urán     | Kolumbien | Sky ProCycling    | 4:30:21 h    |
| 2.  | Luca Paolini       | Italien   | Katusha Team      | + 0:06 min   |
| 3.  | Gorka Verdugo      | Spanien   | Euskaltel-Euskadi | + 0:07 min   |
| 4.  | Sergio Henao       | Kolumbien | Sky ProCycling    | + 0:11 min   |
| 5.  | Carlos Betancur    | Kolumbien | Acqua & Sapone    | gleiche Zeit |
| 6.  | Mauro Santambrogio | Italien   | BMC Racing Team   | gleiche Zeit |
| 7.  | Daniele Bennati    | Italien   | RadioShack-Nissan | + 0:27 min   |
| 8.  | Greg Van Avermaet  | Belgien   | BMC Racing Team   | gleiche Zeit |
| 9.  | Giovanni Visconti  | Italien   | Movistar          | gleiche Zeit |
| 10. | Simone Ponzi       | Italien   | Astana Pro Team   | gleiche Zeit |